# Franz Rieger (Politiker, 1959)

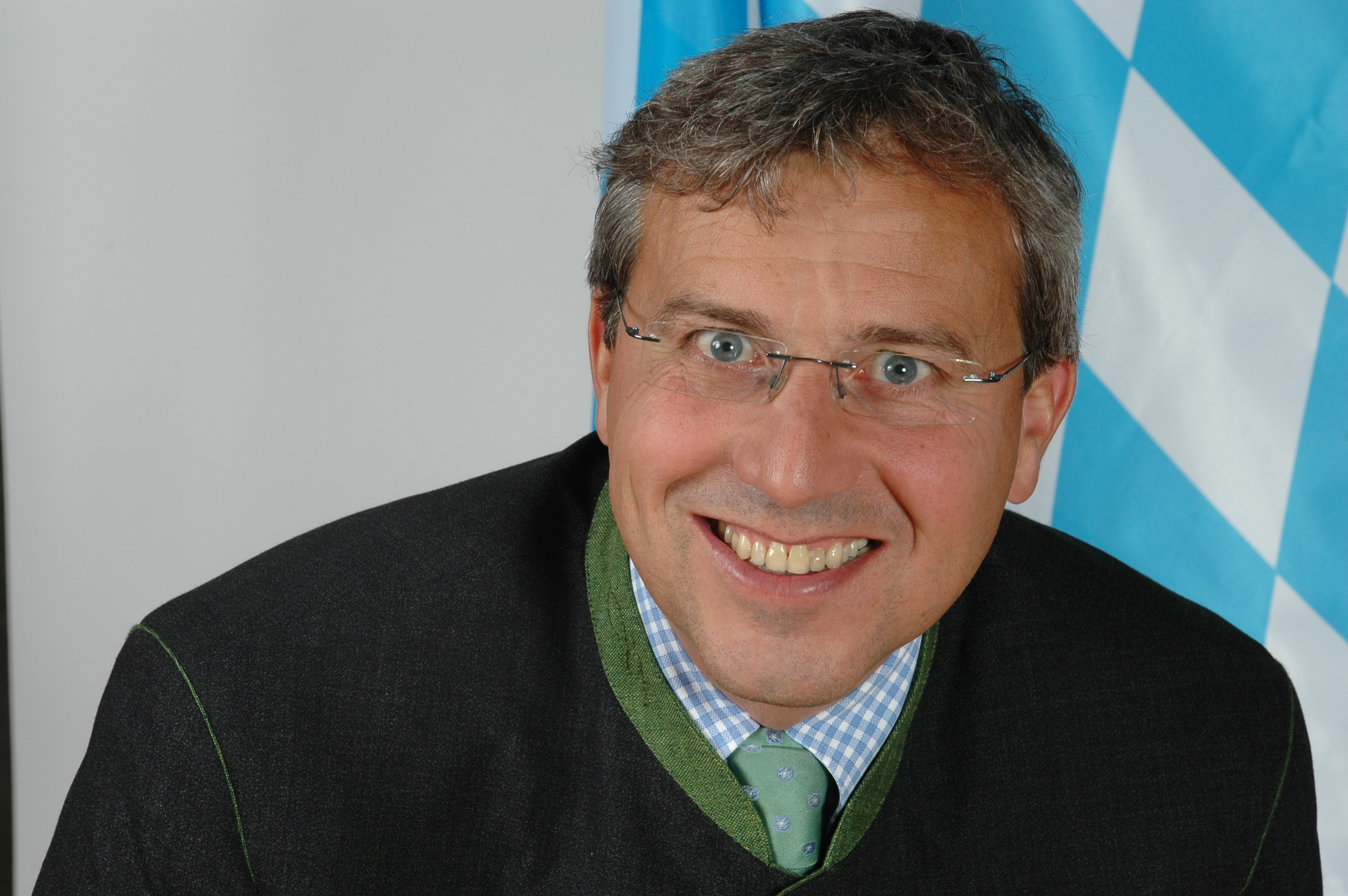
Franz Rieger (2012)

Franz Rieger (* 24. Mai 1959 in Regensburg) ist ein ehemaliger deutscher Politiker (CSU). Er war von 2008 bis 2023 im Bayerischen Landtag Abgeordneter für den Stimmkreis Regensburg-Stadt.

## Leben
Rieger besuchte von 1966 bis 1970 die Volksschule Prüfening und anschließend das St.-Michaels-Gymnasium der Benediktiner in Metten, an dem er 1979 sein Abitur machte. Danach leistete er seinen Grundwehrdienst in Regensburg ab und studierte bis 1987 Jura an der Universität Regensburg. Im Jahr 1990 wurde er bei Udo Steiner promoviert.
Ab 1992 arbeitete Rieger als Staatsanwalt beim Landgericht Landshut. Danach war er von 1993 bis 2000 als selbständiger Rechtsanwalt tätig. Seit 2000 ist er Fachanwalt für Erbrecht bei einer Wirtschaftskanzlei in Regensburg, wo er Seniorpartner ist.
In Regensburg war er von 2007 bis 2009 sowie von 2013 bis Mai 2019 Kreisvorsitzender der CSU. Von 2008 bis 2020 war Rieger Stadtrat in Regensburg. Von der Landtagswahl 2008 in Bayern bis zum Ende der 18. Wahlperiode im Oktober 2023 gehörte er dem Bayerischen Landtag an. Dort war er Vorsitzender des Ausschusses für Bundes- und Europaangelegenheiten sowie regionale Beziehungen und Mitglied des Ausschusses für Verfassung, Recht und Parlamentsfragen. Darüber hinaus war er stellvertretendes Mitglied im Ausschuss der Regionen bei der Europäischen Union, Vorsitzender des Maßregelvollzugsbeirates bei der Klinik für Forensische Psychiatrie und Psychotherapie am Bezirksklinikum Regensburg, Vorsitzender des Gefängnisbeirats der JVA Regensburg, Mitglied des Kuratoriums der Universität Regensburg und Mitglied des Kuratoriums des Centrums für Interventionelle Immunologie an der Universitätsklinik Regensburg. Außerdem ist er Präsident der Regensburger Turnerschaft. Rieger ist verheiratet und hat einen Sohn. Er ist römisch-katholischer Konfession.

## Korruptionsaffäre
Im Zusammenhang mit der Regensburger Parteispendenaffäre wurden im Juni 2018 die Räume von Franz Rieger durchsucht; Rieger soll laut Pressemitteilung der Staatsanwaltschaft Regensburg „von einem […] Unternehmer aus der Regensburger Bau- und Immobilienbranche im Rahmen eines persönlichen Gesprächs eine Spende für den Landtagswahlkampf 2013 in Höhe von 60.000 EUR verlangt und diese Forderung mit einem Hinweis auf zukünftige Entscheidungen über Baugebiete und Baugenehmigungen in Regensburg verbunden haben.“ Am 25. September 2019 hob der Bayerische Landtag die Immunität Riegers auf. Im Januar 2020 erhob die Regensburger Staatsanwaltschaft Anklage gegen Rieger wegen Erpressung, Beihilfe zur Steuerhinterziehung und Verstoß gegen das Parteiengesetz. Am 11. November 2021 wurde Rieger vom Landgericht Regensburg der Erpressung und der Beihilfe zur Steuerhinterziehung in zwei Fällen schuldig gesprochen und zu einer Geldstrafe von 300 Tagessätzen (120.000 €)  verurteilt. Die Verurteilung ist nach Verwerfung der Revision durch Beschluss des Bundesgerichtshofs vom 31. Mai 2022 rechtskräftig. Daraufhin trat Rieger am 8. Juni 2022 aus der CSU-Landtagsfraktion aus.